# Barthélemy-Catherine Joubert

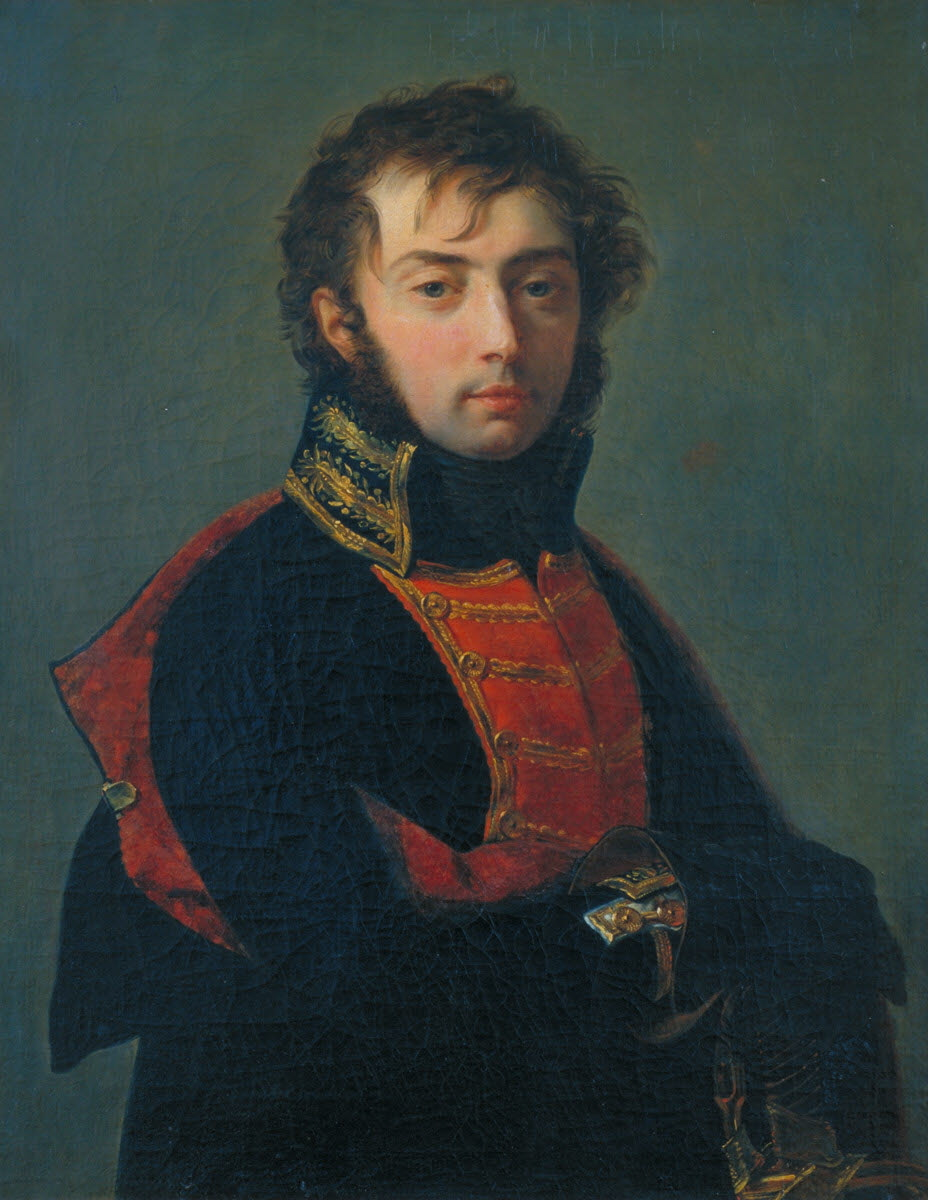
Barthélemy-Catherine Joubert, Gemälde von Antoine-Jean Gros. Jouberts Unterschrift:

Barthélemy-Catherine Joubert (* 14. April 1769 in Pont-de-Vaux, Département Ain, Frankreich; † 15. August 1799 bei Novi Ligure) war ein französischer General.

## Leben

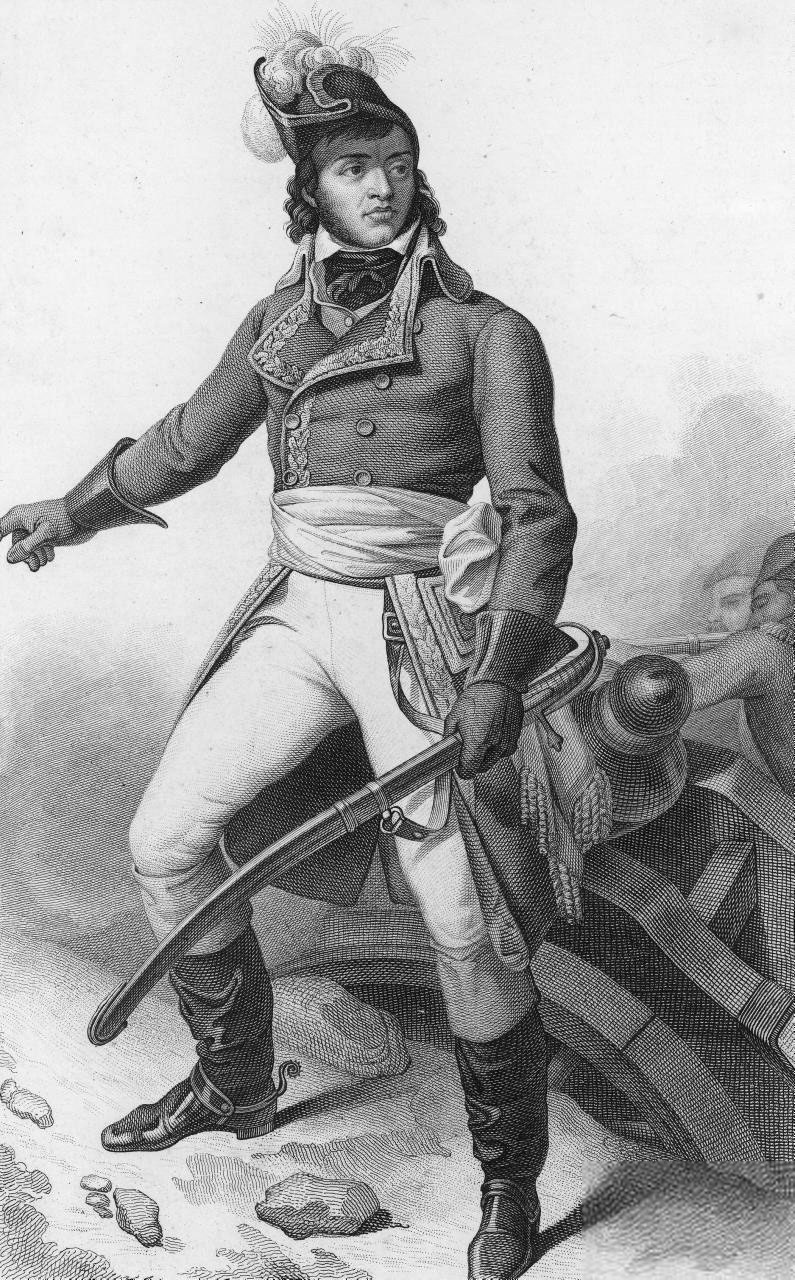
Barthélemy-Catherine Joubert, Stich nach einem Gemälde von François Bouchot.

Joubert studierte in Dijon die Rechte. Als die Revolution ausbrach, trat er 1791 als Freiwilliger in ein Infanteriebataillon, kam mit diesem zur Rheinarmee und avancierte 1792 zum Sous-lieutenant. 1793 geriet er am Colle di Tenda als Capitaine bei der Armée des Alpes in sardische Gefangenschaft, wurde aber bald wieder entlassen. 1794 als Generaladjutant zur Armée d’Italie beordert, avancierte er 1795 zum Colonel und Brigadechef und nach der Schlacht bei Loano (23./24. November 1795) zum Général de brigade.
Im Italienfeldzug von 1796 erwarb er sich durch seine Tapferkeit und Geschicklichkeit die Achtung Bonapartes und zeichnete sich, 1797 zum Général de division befördert, bei der Belagerung von Mantua und in der Schlacht bei Rivoli (14./15. Januar 1797) aus. Nachdem er am 3. Februar Trient erobert hatte, brach er an der Spitze von drei Divisionen (20. März) in Tirol ein, drang unter fortwährenden Gefechten das Etschtal aufwärts und vereinigte sich bei Villach (8. April) mit der Hauptarmee.
Nachdem er kurze Zeit in Holland, dann in der Festung Mainz (Armée de Mayence) den Oberbefehl geführt hatte, erhielt er im Oktober 1798 an General Brunes Stelle das Oberkommando der italienischen Armee. Er nahm Turin und die übrigen festen Plätze im Piemont, zwang den König von Sardinien, Karl Emanuel IV., zur Abdankung und wollte, wie Piemont, so auch Toskana zu einer Republik machen, als das Direktorium ihm Halt gebot. In Paris, wohin Joubert darauf missvergnügt zurückkehrte, ließ er sich von Sieyès’ Partei gewinnen, die mit Hilfe eines populären Generals das Direktorium zu stürzen versuchte. Doch sollte er sich zunächst noch mehr Kriegsruhm erwerben und wurde daher an Moreaus Stelle mit dem Oberbefehl über die Armee in Oberitalien betraut, wohin er in den ersten Tagen des Augusts 1799 abging.
In der Schlacht bei Novi (15. August 1799) wurde er von der ganzen russisch-österreichischen Armee unter Suworow angegriffen, stürzte sich in das Tirailleurgefecht und fiel durch eine feindliche Kugel.
Sein Leichnam wurde nach einem gesetzlich angeordneten Leichenbegängnis nach Toulon gebracht und im Fort Lamalgue beigesetzt, das seitdem das „Fort Joubert“ hieß.

## Ehrungen

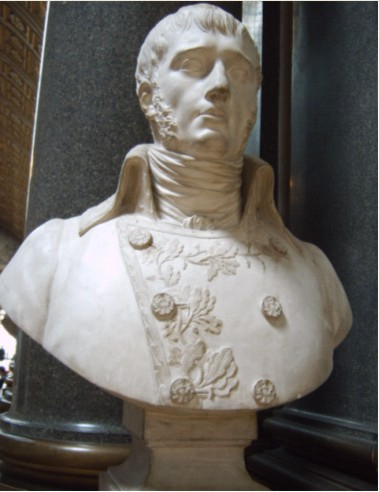
Büste in der Schlachtengalerie des Schloss Versailles.

- Sein Name findet sich am südlichen Pfeiler (23. Spalte) des Triumphbogens am Place Charles de Gaulle (Paris)
- Seine Büste wurde in der 1837 eröffneten Schlachtengalerie des Schloss Versailles aufgestellt.